# مرکز مشترک هشدار تیفون
مرکز مشترک هشدار تیفون (انگلیسی: Joint Typhoon Warning Center)، به‌اختصار JTWC، مرکز مشترکی بین فرماندهی نیروی دریایی و نیروی هوایی ایالات متحده آمریکا در پرل هاربر در جزایر هاوایی است. مرکز مشترک هشدار تیفون مسئول صدور اخطارهای چرخند حاره‌ای در شمال غربی اقیانوس آرام، اقیانوس آرام جنوبی و اقیانوس هند برای همه شاخه‌های وزارت دفاع ایالات متحده آمریکا و سایر سازمان‌های دولتی این کشور است. هشدارهای آنها در درجه اول برای محافظت از کشتی‌ها و هواپیماهای نظامی ایالات متحده و همچنین تأسیسات نظامی که به‌طور مشترک با کشورهای دیگر در سراسر جهان فعالیت می‌کنند، در نظر گرفته شده است. اجزای نیروی دریایی این مرکز با فرماندهی هواشناسی و اقیانوس‌شناسی نیروی دریایی ایالات متحده هماهنگ و هم‌تراز هستند.

## استانداردها و شیوه‌ها
| رده           | بادهای پایدار                   |
| ------------- | ------------------------------- |
| ابَرتیفون      | ≥۱۳۰ گره ≥۲۴۰ کیلومتر/ساعت      |
| تیفون         | ۱۲۹–۶۴ گره ۲۳۹–۱۱۸ کیلومتر/ساعت |
| توفان حاره‌ای  | ۶۳–۳۴ گره ۱۱۷–۶۳ کیلومتر/ساعت   |
| وافشار حاره‌ای | ≤۳۳ گره ≤۶۲ کیلومتر/ساعت        |

در سال ۲۰۲۰ مرکز مشترک هشدار تیفون دارای ۶۱ پرسنل از نیروی هوایی و نیروی دریایی ایالات متحده آمریکا بوده است. این مرکز برای تکمیل مأموریت خود از چندین سامانه و حسگر ماهواره‌ای، رادار، داده‌های سینوپتیک سطحی و سطح بالایی و همچنین مدل‌های جوی استفاده می‌کند. در دهه ۱۹۸۰ یک روش مدرن تر برای پیش‌بینی چرخندهای حاره‌ای معرفی شد. پیش از توسعه سامانه خودکار پیش‌بینی چرخند حاره‌ای (ATCF)، ابزار مورد استفاده توسط وزارت دفاع برای پیش‌بینی مسیر چرخند حاره‌ای، استات، مدادهای گریس و برنامه‌های کامپیوتری متفاوت بودند. نرم‌افزار ATCF توسط آزمایشگاه تحقیقات نیروی دریایی ایالات متحده در آغاز به‌کار این سامانه در سال ۱۹۸۶ توسعه یافت و از سال ۱۹۸۸ از آن استفاده شد. در سال ۱۹۹۰ از این نرم‌افزار برای استفاده در مرکز ملی توفند (NHC) نیز اقتباس شده است.